# Billy Butcher
Billy Butcher, vero nome William J. Butcher, è un personaggio immaginario protagonista dell'universo del fumetto The Boys e delle serie televisive Prime Video The Boys e Gen V, del cortometraggio Butcher: A Short Film e della serie animata The Boys presenta: Diabolico!.
William Butcher è un antieroe e in seguito antagonista a capo del gruppo The Boys, formato da Hughie Campbell, Latte Materno, Frenchie, Kimiko e Starlight; tutti agenti segreti che lavorano per la CIA, con lo scopo di eliminare i supereroi.

## Biografia del personaggio

### Fumetti
Nella serie a fumetti Billy Butcher è nato e cresciuto a Londra, da piccolo vide suo padre abusare di sua madre. Così si unì alla Royal Marines e fu ferito nella guerra delle Falkland. Da allora divenne aggressivo con amici e parenti, ma questo cambiò il giorno in cui incontrò la sua futura moglie Becky Saunders. In seguito allo stupro da parte di Patriota, Butcher fu reclutato in quello che in seguito diventeranno i Boys. Inizialmente un alcolista, poi diventerà astemio. Possiede un bulldog di nome Terror. A un certo punto scopre la verità su sua moglie, in realtà stuprata da Black Noir, il clone di Patriota. Quando ormai la sua nemesi ha preso il controllo della casa bianca, Butcher uccide il clone di Patriota dopo essersi potenziato con il composto V. Più tardi uccide tutti i Boys tranne Hughie, con il quale avrà un ultimo scontro sull'Empire State Building. Dopo aver mentito sull'aver ucciso i suoi genitori, ed essere rimasto paralizzato Hughie lo uccide; Butcher muore con il sorriso in volto.

### Altri media

#### The Boys
Nell’adattamento televisivo Billy Butcher ha la barba, e odia la Vought International (ed i super in generale) credendola responsabile per la morte di sua moglie Becca a causa di Patriota. Dopo essersi riunito con i Boys, ovvero Hughie, Latte Materno, Frenchie e Kimiko. Hughie è uno dei primi membri il quale ha appena perso la ragazza Robin a causa di A-Train, un supereroe che fa parte dei sette con super velocità che ha tranciato la sua ragazza. Entra dopo essersi scontrati con Translucent,ucciso da Hughie giorno dopo averlo catturato, per una bomba piazzata internamente nel corpo del supereroe dal ”chimico” francese Frenchie  e Butcher. Più tardi scopre sua moglie viva grazie e Gracie Mallory. Infatti Patriota aveva stuprato la moglie, dando alla luce un bambino con superpoteri, nel finale della prima stagione Patriota lo porta da sua moglie Becca. Nella terza stagione, cercando un supporto per distruggere Patriota, insieme ai Boys, va in missione per trovare Soldatino, il super più potente nei tempi della seconda guerra mondiale che fu tradito da i suoi compagni di squadra, poiché molto spesso li violentava o denigrava. Tuttavia alla fine della stagione, non aiuterà Soldatino nell’uccidere Patriota,poiché preferì salvare Ryan, il figlio di sua moglie. Nella quarta stagione si scopre che ha un tumore al cervello, e un aiutante immaginario chiamato Joe Kessler.

#### The Boys presenta: Diabolico!
In questa serie, diretta continuità dei fumetti Butcher se la prende direttamente con i dirigenti della Vought, uccidendoli tutti.

#### Gen V
Billy Butcher compare in una scena post-credits del finale della prima stagione. Dove lo si vede nel bosco, venendo quindi a conoscenza del virus in grado di uccidere i super.

## Poteri e abilità
Billy Butcher essendo un agente delle forze speciali SAS non ha superpoteri. Egli può raggiungerne alcuni -comuni agli altri Boys-solo iniettandosi il composto V, una dose del quale arriva a costare 19 miliardi di dollari. Con il composto V, può avere poteri sovrumani come  forza e resistenza, consentendogli di ferire e uccidere casualmente umani normali così come superumani "Super". Nonostante questa forza, nei fumetti Butcher è più comunemente equipaggiato con un piede di porco .
Nella serie televisiva omonima Billy Butcher non ha superpoteri come Annie o Kimiko, tranne quando si inietta il Composto V, avendo temporaneamente poteri come il raggi laser dagli occhi e la superforza. Nella quarta stagione, dopo aver scoperto di essere malato terminale, egli si inietta il Composto V con il quale svilupperà dei tentacoli parassiti in grado di poter sconfiggere super anche molto resistenti. I poteri sviluppati da Butcher, tuttavia, sono controllati da un sorta di alter ego, Joe Kessler, il quale per la gran parte della quarta stagione non sarà in grado di manifestarli almeno fino a quando Billy non gli conferirà piena autonomia.

## Interpreti
Nelle trasposizioni televisive The Boys  e Gen V, nel cortometraggio Butcher: A Short Film, il personaggio viene interpretato da Karl Urban. Nella serie animata The Boys presenta: Diabolico! la voce originale del personaggio viene data da Jason Isaacs. Nell'edizione in italiana delle serie televisive e animata, il personaggio viene doppiato da Francesco Bulckaen.

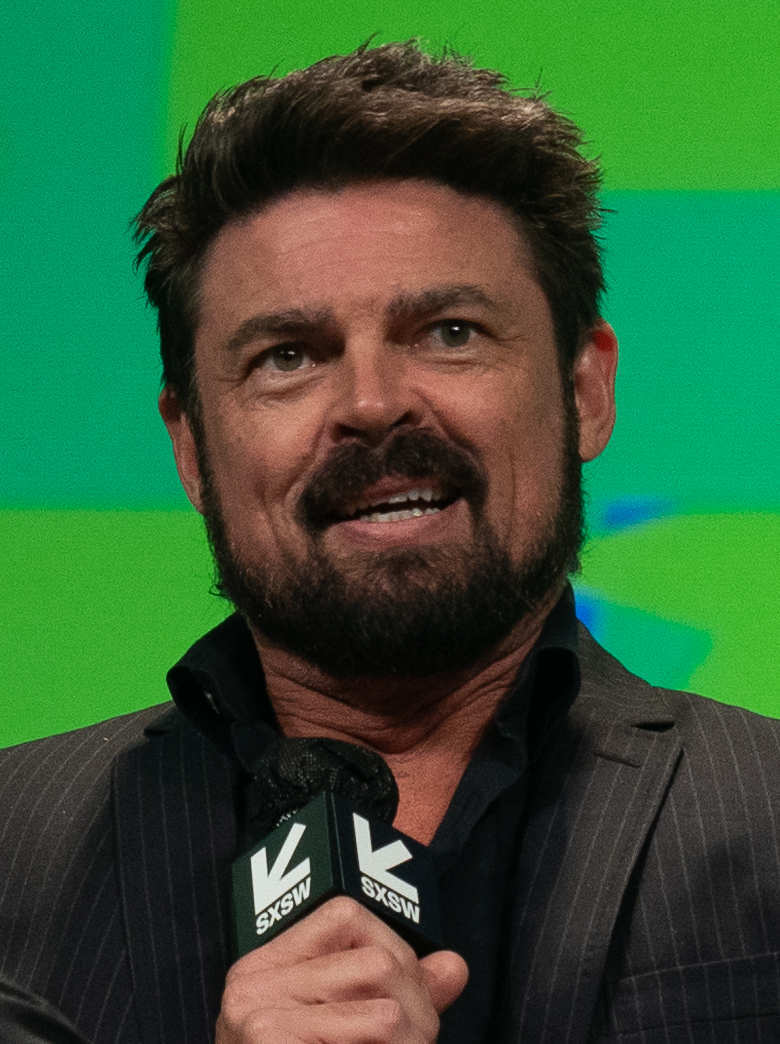
Karl Urban, interprete live action di Billy Butcher
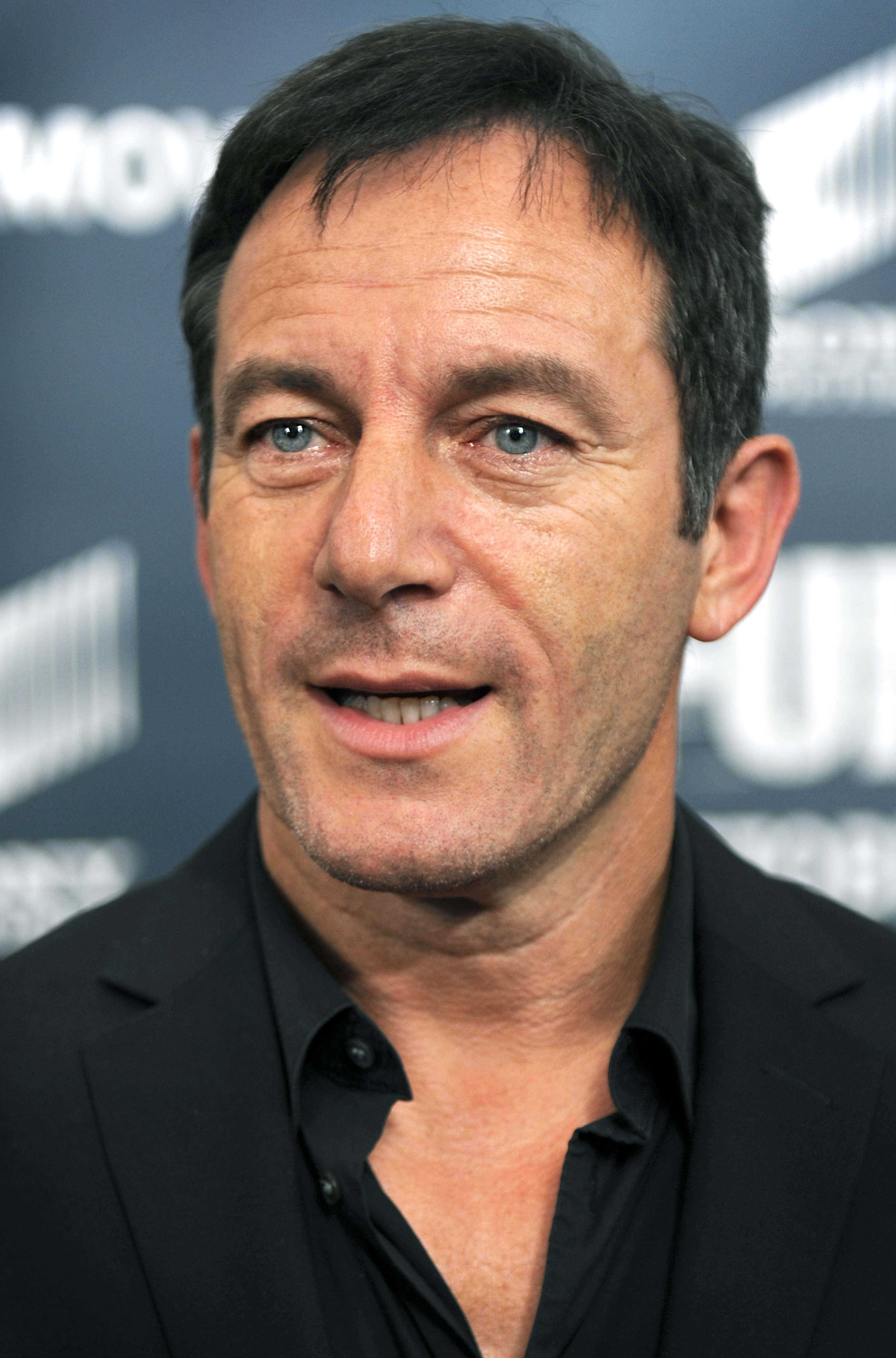
Jason Isaacs, doppiatore originale di Billy Butcher

## Filmografia

### Cinema
- Butcher: A Short Film, regia di Liz Friedlander - cortometraggio (2020)

### Televisione
- The Boys - serie TV, 32 episodi (2019-2024)
- The Boys presenta: Diabolico! (The Boys Presents: Diabolical) - serie animata, episodio 1x03 (2022)
- Gen V - serie TV, episodio 1x08 (2023)